# Stachyopsis lamiiflora
Stachyopsis lamiiflora là một loài thực vật có hoa trong họ Hoa môi. Loài này được (Rupr.) Popov & Vved. miêu tả khoa học đầu tiên năm 1923.